# Александров Ралли
«Александров Ралли» — традиционное соревнование по автомобильному ралли, которое проводилось с 2009 по 2013 годы в память об украинском автогонщике и инженере Андрее Александрове, погибшем 2 сентября 2007 года в ходе ралли «Сливен», Болгария. Инициатором возникновения и проведения «Александров Ралли» была жена и штурман Андрея, Оксана Александрова. Организаторами «Александров Ралли» являлись Автомобильная Федерация Украины и Спортивный Клуб «Атлант».

## История

### Национальный статус
Первое «Александров Ралли» стартовало 15 августа 2009 года —– в день, когда Андрею Александрову исполнилось бы 44 года. Торжественное открытие гонки прошло в Одессе, а соревнования прошли на трассе возле села Мариновка Одесской области. В гонке, ставшей третьим этапом Кубка Лиманов, приняли участие 47 экипажей, из которых до финиша добрались 32.
На следующий год «Александров Ралли» впервые вошло в календарь Чемпионата Украины по ралли. При этом место проведения гонки изменилось —- на этот раз торжественная церемония открытия прошла в центре Киева, а трасса спецучастков была проложена около городов Боярка и Бышев Киевской области. Гонка вошла в историю, как одно из самых тяжелых соревнований в истории украинского ралли: в течение месяца перед стартом на трассу не упало ни капли дождя, а во время самого соревнования температура воздуха доходила до 38 градусов. Как следствие, из 39 стартовавших экипажей до финиша добрались всего 17.

### Международный статус
В 2011 году «Александров Ралли» в третий раз поменяло место проведения, переместившись на Буковину. На этот раз гонка, по-прежнему входящая в календарь Чемпионата Украины по ралли, получила также статус гонки-кандидата FIA, вследствие чего её посетил наблюдатель FIA Вольфганг Гасторфер. Главной изюминкой «Александров Ралли» 2011 года стал спецучасток, проходящий по перевалу Шурдин и считавшийся одним из красивейших и сложнейших в современном украинском ралли.
По итогам гонки 2011 года «Александров Ралли» получило хорошие оценки наблюдателя FIA и в 2012 году впервые было включено в календарь Кубка Европы по ралли с коэффициентом 2. Международный статус привлек к участию в гонке не только украинских спортсменов, но и ряд сильных гонщиков из соседних стран – в частности, чемпионов Литвы Витаутаса Швядаса и Дмитрия Мячина, а также чемпиона Белоруссии Анатолия Шимаковского. В дополнение к уже известному «Шурдину» организаторы «Александров Ралли» 2012 года добавили еще один 30-километровый спецучасток «Буковина», удостоившийся восторженных отзывов от участников. Получившее высокие оценки ралли было вновь включено в календарь Кубка Европы на 2013 год (с коэффициентом 5), а также вошло в календарь Открытого Чемпионата России по ралли 2013 года в качестве выездного этапа.
Высокий международный статус привлек к гонке новых участников, и в 2013 году в ней стартовало рекордное количество экипажей – 60 (из них 22 были иностранными, т. е. представляли Россию и Беларусь). Вольфганг Гасторфер, вновь исполнявший функции наблюдателя FIA, отметил, что за два года гонка сделала огромный прорыв с точки зрения уровня её организации и вполне может претендовать на получение самого высокого коэффициента FIA, на тот момент равного «20».
После трансформации Кубка Европы в Трофей Европы по ралли, а также модификации системы присвоения коэффициентов, проведенной FIA осенью 2013 года, «Александров Ралли» вошло в календарь Трофея на 2014 год с коэффициентом «3» (при максимуме «4»). Однако резко ухудшившаяся политическая и социальная обстановка в стране, равно как и возникшие разногласия между организаторами ралли и Автомобильной Федерацией Украины, привели к отмене «Александров Ралли» 2014 года.

## Победители
| Год  | Пилот                   | Штурман             | Автомобиль                  |
| ---- | ----------------------- | ------------------- | --------------------------- |
| 2009 | Александр Салюк-младший | Оксана Александрова | Mitsubishi Lancer Evolution |
| 2010 | Валерий Горбань         | Евгений Леонов      | Mitsubishi Lancer Evolution |
| 2011 | Александр Салюк-младший | Евгений Червоненко  | Mitsubishi Lancer Evolution |
| 2012 | Александр Салюк-младший | Евгений Червоненко  | Mitsubishi Lancer Evolution |
| 2013 | Александр Салюк-младший | Евгений Червоненко  | Ford Fiesta R5              |

## Интересные факты
За всю историю «Александров Ралли» его победителями в абсолютном зачете становились только два первых пилота – Валерий Горбань и Александр Салюк-младший.
Больше всего участников (60 экипажей) стартовало в «Александров Ралли» 2013 года, меньше всего (38 экипажей) –  в «Александров Ралли» 2011 года.
В «Александров Ралли» 2013 года зафиксирован самый маленький в истории Чемпионатов Украины по ралли финишный разрыв между первым и вторым призерами в классе 3 (ранее - класс N4). По результатам прохождения 180-километровой дистанции победителя (Геннадия Брославского) и второго призера (Дмитрия Тагирова) на финише разделило 0,6 секунды.